# Marta Malcharek
Marta Malcharek (ur. 18 października 1924 w Tworkowie) – polska hydrotechnik i polityk, poseł na Sejm PRL IV i V kadencji.

## Życiorys
Uzyskała wykształcenie średnie, z zawodu hydrotechnik. Przewodniczyła Gromadzkiej Radzie Narodowej w Rudniku. W 1965 i 1969 uzyskiwała mandat posła na Sejm PRL z ramienia Polskiej Zjednoczonej Partii Robotniczej w okręgu Koźle. Przez dwie kadencje zasiadała w Komisji Leśnictwa i Przemysłu Drzewnego. W 1970 zrzekła się mandatu.

## Odznaczenia
- Srebrny Krzyż Zasługi
- Odznaka 1000-lecia Państwa Polskiego